# Fröslunda-Schilde

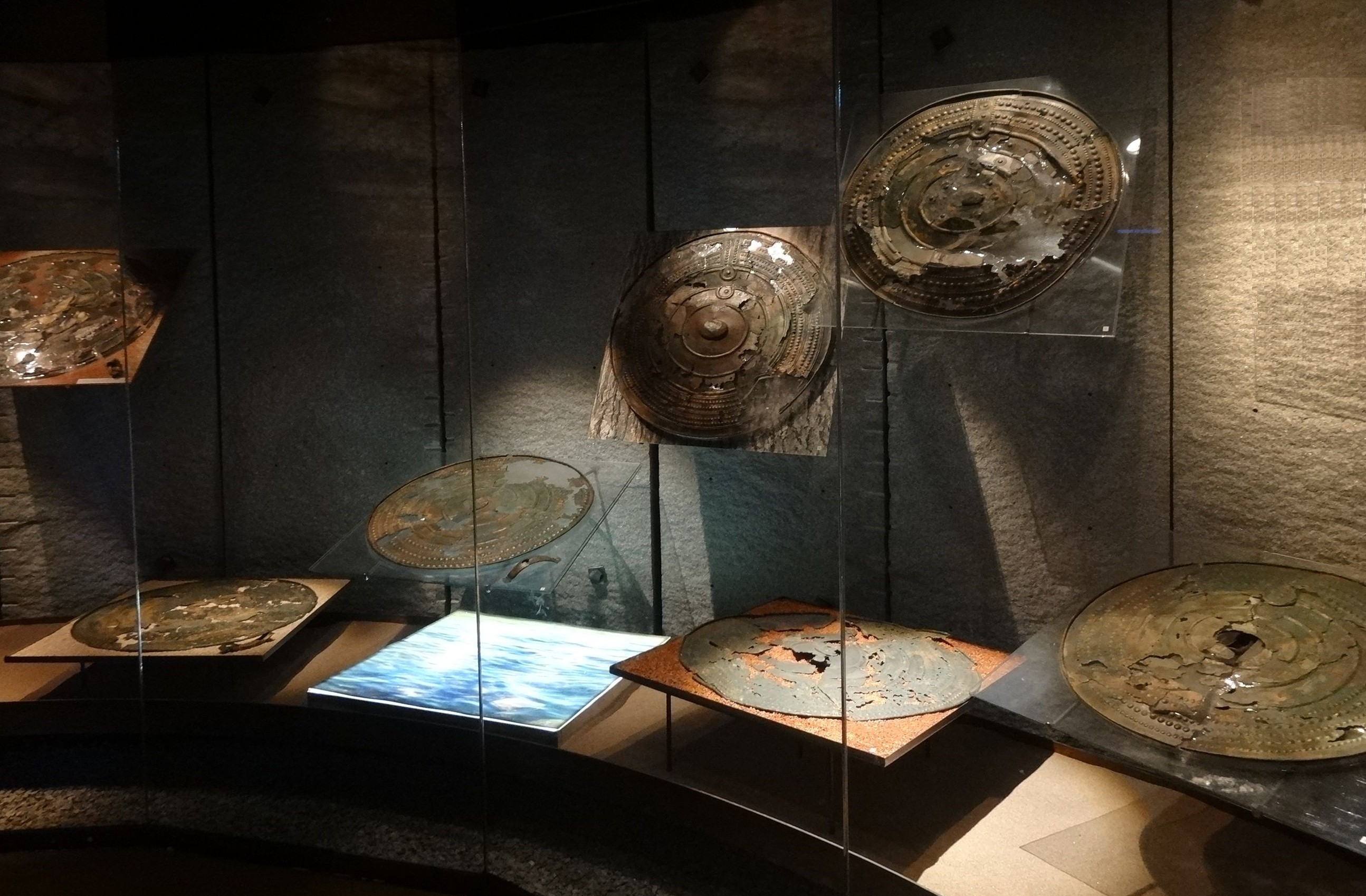
Fröslunda-Schilde

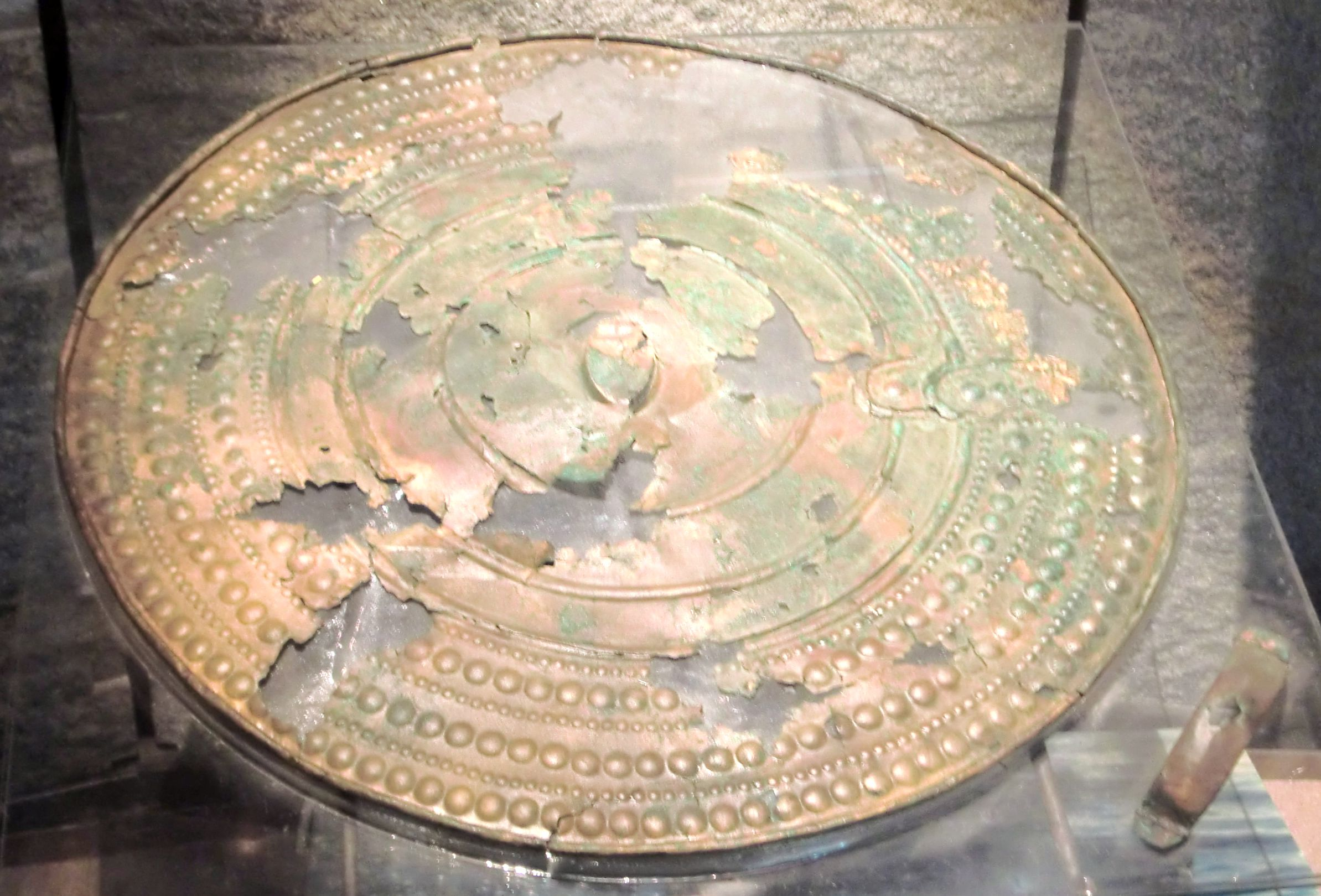
Fröslunda Schild mit Muster vom Herzsprungtyp

Die Fröslunda-Schilde (schwedisch Fröslundasköldarna) sind fünfzehn Zeremonialschilde aus der Bronzezeit, die 1985 beim Pflügen auf dem Hof Fröslunda (deutsch „Freyershain“) auf der Halbinsel Kålland, nordwestlich von Lidköping in Västergötland in Schweden entdeckt wurden.
1986 gruben Archäologen eine Grube an der Fundstelle aus. Auf einer Fläche von weniger als 4,0 Quadratmetern fand sich eine Konzentration von Schilden, die meisten lagen mit der Vorderseite nach oben. Sie bestehen aus eineM 0,3–0,5 mm dünnen Bronzeblech und haben einen Durchmesser von etwa 60 cm. Sie zeigen eine Vielfalt an Verzierungen, die bei jedem Schild individuell ist. Als Verzierungselement finden sich bei Schilden von Fröslunda und von Nackhälle Buckel mit konzentrischen Rippen, wie sie vor allem von Goldarbeiten (u. a. den Goldkegeln) bekannt sind.

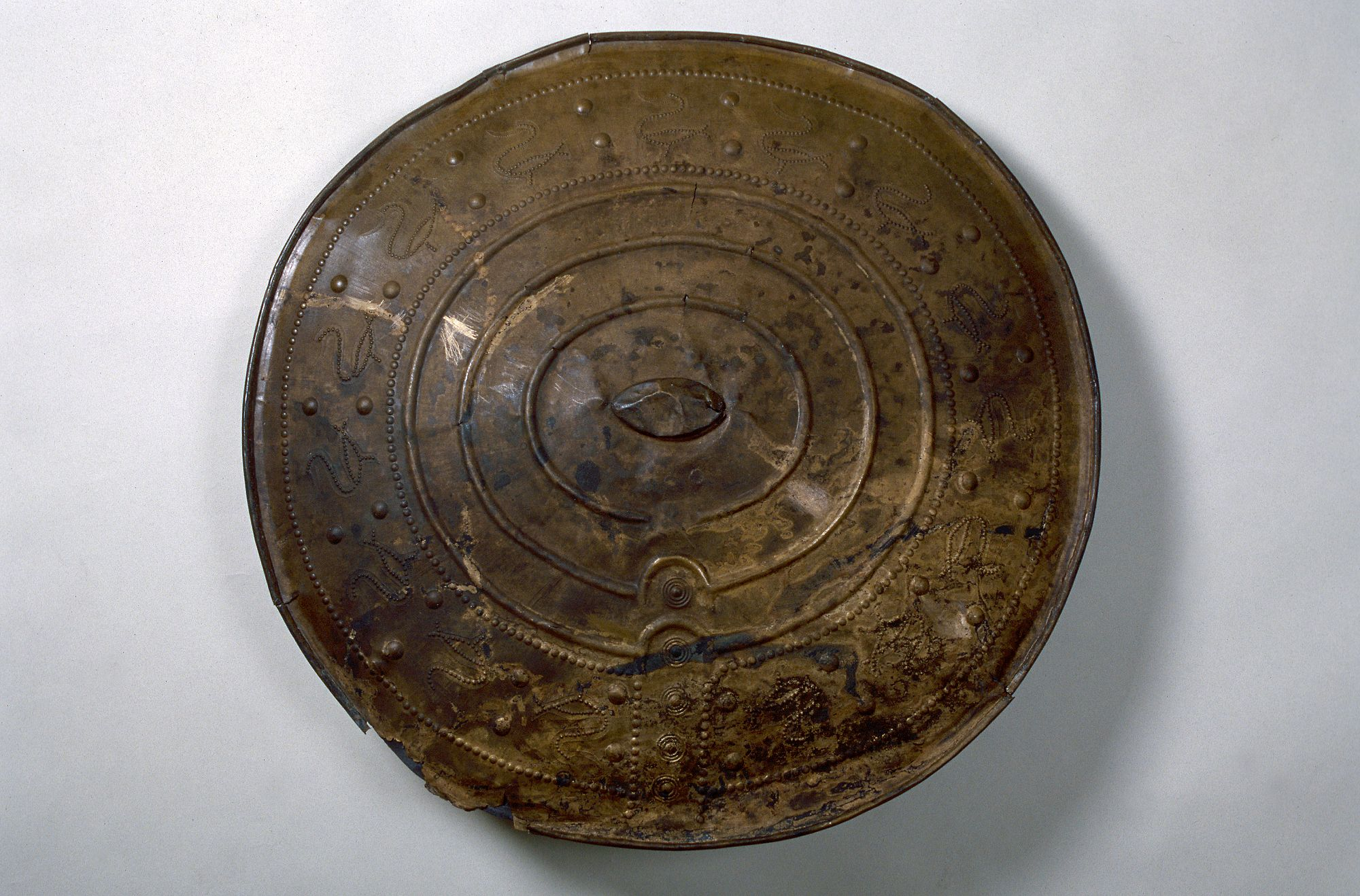
Nackhälleschild

Die dünnen Bleche der Schilde waren nicht für einen Kampfeinsatz geeignet, sondern dienten vermutlich Zeremonialzwecken. Sie gehören zu einer Gruppe von Prachtschilden der jüngeren Bronzezeit, die nach einem Ort in Brandenburg Herzsprungschilde heißen. Bis 1985 waren weniger als 20 Herzsprungschilde bekannt, die meisten aus Dänemark und Irland. Nur das 1865 in einem Moor in Halland gefundene Schild von Nackhälle war schwedisch. Es zeigt anstelle der Buckel- und Leistenzier Vogelfiguren. Aufgrund des konzentrierten Vorkommens in Schweden darf man die Herstellung des Typs im südlichen Skandinavien vermuten. Einen Bezug zum nordischen Kreis stellen die Deponierungen in kleinen Mooren her. Nach der Restaurierung sind einige Schilde in einer Ausstellung im Västergötland Museum in Skara zu sehen.

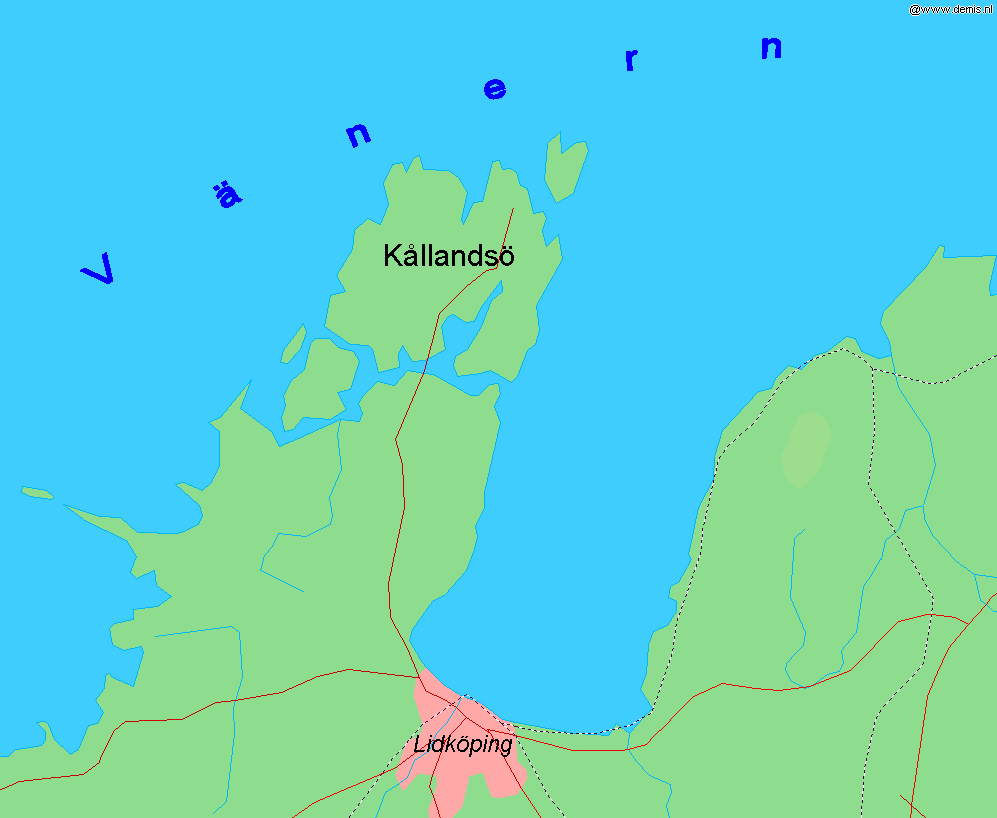
Kålland-Halbinsel mit der Insel Kållandsö

Den Herzsprungschilden Südskandinaviens und Norddeutschlands stehen Typen anderer Regionen (Dänemark, Großbritannien und Südwestdeutschland) gegenüber. Während die Schilde in Dänemark und Großbritannien in der Regel ebenfalls in Mooren gefunden wurden, handelt es sich bei den süddeutschen Exemplaren um Flussfunde.